# Seven in Heaven
Seven in Heaven ist ein Horrorfilm von Chris Eigeman, der am 5. Oktober 2018 in das Angebot von Netflix aufgenommen wurde. Die Hauptrollen spielen Travis Tope und Haley Ramm.

## Handlung
Die beiden Jugendlichen June und Jude sind bei einer Hausparty. Eigentlich können sie sich nicht leiden, doch das Partyspiel „Seven in Heaven“ verlangt, dass sie sieben Minuten in kompletter Stille in einem Schrank ausharren. Nach Ablauf der Zeit befinden sie sich plötzlich in einer anderen Dimension, in der all ihre Freunde aggressiv und das Gegenteil ihrer eigentlichen Persönlichkeit sind.

## Produktion
Regie führte Chris Eigeman, der auch das Drehbuch zum Film schrieb. Als Produktionsfirma fungierte Blumhouse Productions. Die Dreharbeiten fanden im kanadischen Brampton statt und begannen im Juli 2017.
Der Film wurde am 5. Oktober 2018 in das Angebot von Netflix aufgenommen.